# Zhu (empereur)
Pour les articles homonymes, voir Zhu.
Zhu (杼) fut le septième souverain de la dynastie Xia. Il régna de -2097 à -2040. Il déplaça la capitale de Yuan (原) à Laoqiu (老丘). Huai lui succéda.